# 김도희 (치어리더)
김도희(1997년 2월 2일 ~ )는 대한민국의 여성 치어리더이다.